# Тканевый стресс
Тканевый стресс (тканевый адаптационный синдром) — универсальная для всех тканей взрослого организма неспецифическая адаптационная реакция, которая формируется в ткани в ответ на различные внешние воздействия. К последним относятся повреждение клеток ткани, перегрузка специализированных функций её клеток или регуляторные воздействия.

## Механизм тканевого стресса
Этот адаптационный механизм реализуется в результате сочетания двух событий в поврежденной ткани. Первым из них является накопление в ткани эффекторов тканевого адаптационного синдрома — комутонов, кейлонов и контактинов, характерной особенностью которых является тканевая специфичность действия на клетки гомологичной ткани, при отсутствии видовой специфичности. Вторым — появление чувствительности поврежденных клеток к действию этих регуляторов, как это было показано на примере комутона. Эти эффекторы вызывают тканеспецифическое самоповреждение гомологичных клеток посредством нарушения их ионного гомеостаза и процессов энергопродукции. В результате в клетках активируется неспецифическая реакция на повреждение (НРКП). Эта универсальная физиологическая реакция играет роль исполнительного механизма ТАС. Адаптационная функция тканевого стресса реализуется с использованием таких свойств НРКП, как повышение неспецифической резистентности клеток, а также воздействие на скорость протекающих в клетках метаболических процессов. Очевидно, что в случае тканевого адаптационного синдрома эти изменения должны носить тканеспецифический характер, так как они инициируются путём самоповреждения клеток тканеспецифически действующими эффекторами. Как известно, НРКП состоит из двух фаз. При слабом повреждении клетки в ней формируется фаза стимуляции метаболизма. Сильные повреждающие воздействия инициируют в клетке фазу торможения метаболизма НРКП. Согласно концепции ТАС, протекторное действие тканевого стресса реализуется в случае формирования фазы стимуляции метаболизма НРКП эффекторами ТАС в результате ускорения репаративных процессов в поврежденной клетке. При формировании ими фазы торможения метаболизма НРКП протекторное действие тканевого стресса осуществляется путём понижения реактивности клетки на внешние повреждающие воздействия.

## Место тканевого стресса в ряду неспецифических адаптационных реакций
Основной особенностью тканевого стресса является его формирование с участием тканеспецифических эффекторов внутритканевых межклеточных взаимодействий — комутонов, кейлонов и контактинов, продуцируемых тканью, подвергшейся воздействию стрессора. Это отличает тканевый стресс от общего адаптационного синдрома, который реализуется при посредстве гормонов — эффекторов межорганных взаимодействий (см. стресс). Региональный (местный) стресс — формируется с участием не одной, а нескольких тканей, входящих в состав данного органа или части тела. Поэтому можно полагать, что местная стресс-реакция осуществляется с участием эффекторов внутриорганных межтканевых взаимодействий. Наконец, клеточный стресс реализуется при посредстве внутриклеточных механизмов, без участия эффекторов межклеточных взаимодействий. В последнем случае механизмами «самозащиты» клетки являются формирование НРКП и синтез белков теплового шока. Другая отличительная особенность тканевого стресса заключается в принципе формирования его исполнительного механизма — НРКП — посредством тканеспецифического самоповреждения клеток гомологичной ткани. Несмотря на то, что ТАС, как и клеточный стресс, реализуется при посредстве НРКП, у ТАС существует целый ряд особенностей, отличающих его от клеточного стресса. К ним, в первую очередь, относится тканевая избирательность инициации НРКП под влиянием эффекторов ТАС. Кроме того, необходимо отметить, что при клеточном стрессе протектирование клетки осуществляется с участием НРКП только по «пассивному» механизму. Он заключается в формировании фазы защитного торможения этой физиологической реакции.
Между тем при тканевом стрессе наряду с «пассивным» механизмом защиты клетки, протектирование клеток может осуществляться и «активным» механизмом, путём формирования фазы стимуляции метаболизма НРКП. Таким образом, механизм клеточного стресса является лишь одним из двух «инструментов» при посредстве которых ТАС, протектирует клетки гомологичной ткани. Третье отличие ТАС от клеточного стресса заключается в том, что комутонный механизм ТАС позволяет не только повышать, но и понижать неспецифическую резистентность клеток. Между тем концепция клеточного стресса рассматривает только первую возможность. В настоящее время можно рассмотреть две физиологические функции тканевого стресса, реализующиеся при участии его адаптационного механизма. Одна из них выражается в повышении устойчивости реализации специализированных функций клеток в условиях продолжительной функциональной нагрузки. Другая функция тканевого стресса заключается в регулировании клеточной массы гомологичной ткани в различных физиологических условиях.

## Функция тканевого стресса по повышению устойчивости специализированных функций клеток гомологичной ткани
Хорошо известно, что лишь часть функциональных единиц ткани участвует в реализации специализированных функций её клеток (Баркрофт, 1937). Ввиду универсальности этого явления оно было названо «законом перемежающейся активности функционирующих структур» (Крыжановский, 1973; Крыжановский,1974).Согласно этому закону в условиях продолжительной интенсивной нагрузки на специализированные функции ткани её функциональные единицы или клетки разделяются на две популяции. Одна из них находится в состоянии «интенсивного функционирования», а другая — в состоянии «покоя». При этом «покой» не является пассивным состоянием, так как в этой популяции происходит активная репарация клеточных структур, нарушенных в процессе выполнении клетками специализированных функций. «Перемежающийся» характер реализации специализированных функций клеток ткани заключается в том, что в напряженном режиме функционирования её клетки переходят из одной популяции в другую. Таким образом, поврежденные в результате напряженного функционирования клетки получают возможность репарировать в составе «покоящейся» популяции. Между тем, восстановленные клетки переходят из «покоящейся» популяции в популяцию находящуюся в состоянии функционального напряжения.
Можно с уверенностью утверждать, что такая организация функционирования ткани способствует стабилизации специализированных функций её клеток. Однако механизмы, регулирующие переход клеток из одной популяции в другую малоизучены. На основе представлений закона «перемежающейся активности функционирующих структур» можно выделить два физиологических результата действия механизма ТАС на клетки активно функционирующей ткани.
В условиях, когда эффектор (эффекторы) ТАС формируют фазу стимуляции метаболизма НРКП, следует ожидать ускорения репаративных процессов в клетках «покоящейся» популяции. Очевидно, что это будет способствовать ускоренному восстановлению таких клеток и их переходу в интенсивно функционирующую клеточную популяцию.
Если механизм ТАС формирует фазу торможения метаболизма НРКП в популяции интенсивно функционирующих клеток, то это приведет к ингибированию сигналлинга и «автономизации» клеток от других внешних воздействий. Такая автономизация может вызывать торможение специализированных функций клетки в упомянутой популяции в том случае, когда они стимулируются внешними регуляторными воздействиями. Торможение специализированных функций клеток механизмом ТАС может способствовать защите интенсивно функционирующих клеток от самоповреждения, а также их переходу в состояние «покоя».
Таким образом, свойства исполнительного механизма тканевого стресса — НРКП- позволяют ему повышать стабильность функций ткани в условиях её длительного функционального напряжения.

## Функция тканевого стресса по регулированию клеточной массы гомологичной ткани
Согласно концепции ТАС, тканевый стресс обладает способностью регулировать клеточную массу гомологичной ткани при посредстве описанного выше исполнительного механизма — НРКП. Как и в случае регулирования специализированных функций клеток, тканеспецифический контроль клеточной массы гомологичной ткани реализуется двумя путями. Ими являются модуляция неспецифической резистентности клеток, а также влияние на скорость протекающих в них физиологических процессов.
Клеточная масса ткани может регулироваться механизмом тканевого стресса путём его тканеспецифического влияния как на её митотическую, так и апоптотическую активности.
Если эффекторы ТАС формируют в ткани фазу стимуляции метаболизма НРКП следует ожидать ускорения прохождения митотического цикла (МЦ) клетками пролиферативного пула. При этом будет ускоряться также созревание и старение постмитотических клеток. Это вызовет, повышение как митотической так и апоптотической активностей в ткани. Напротив, формирование фазы защитного торможения метаболизма НРКП должно приводить к противоположным результатам — замедлению всех перечисленных процессов и как следствие к ингибированию митотической и апоптотической активностей.
Не исключена также возможность, что рассмотренный механизм тканевого стресса обладает способностью регулировать апоптоз посредством ингибирования его энергозависимой стадии. Что касается модуляции неспецифической резистентности клеток механизмом тканевого стресса то, согласно концепции ТАС, это свойство НРКП позволяет регулировать вступление постмитотических клеток в МЦ, а также их вступление в апоптоз.
Регулирование клеточной массы ткани механизмом ТАС может осуществляться в двух физиологических режимах — путём формирования «консервативной» либо «динамической» фаз этой адаптационной реакции.
Консервативная фаза ТАС формируется под влиянием «слабых» внешних неспецифических повреждающих или «нагрузочных» воздействий на специализированные функции клеток. В этих условиях тканевый стресс обеспечивает внутритканевую адаптацию путём сохранения состава тканевой популяции клеток. Это достигается посредством повышения неспецифической резистентности клеток под влиянием тканеспецифического самоповреждения клеток эффекторами ТАС. В результате предотвращается вступление постмитотических клеток в МЦ и в апоптоз.
Динамическая фаза ТАС формируется под действием «сильных» внешних неспецифических повреждающих или «нагрузочных» воздействий на специализированные функции клеток. Согласно концепции ТАС, в динамической фазе тканевого стресса происходит суммация повреждающего действия стрессора (стрессоров) с самоповреждением клеток эффекторами ТАС. Это одновременно приводит к стимуляции пролиферации (см. [Пролиферация]) и усилению запрограммированной гибели клеток (см. апоптоз). Таким образом, в рассматриваемом случае адаптационная функция тканевого стресса реализуется путём замены поврежденных умирающих клеток потомками клеток, более устойчивых к действию стрессора.
Как видно из вышеизложенного, согласно концепции ТАС, действие механизма тканевого стресса на клетки гомологичной ткани отличается разнообразием. Он может защищать клетки гомологичной ткани от неспецифических повреждающих воздействий, а также повышать стабильность специализированных функций ткани в условиях продолжительного функционального напряжения. Одновременно этот же механизм осуществляет внутритканевое регулирование клеточной массы гомологичной ткани.